# Nikolaus Pevsner
Sir Nikolaus Pevsner (Lipsia, 30 gennaio 1902 – Hampstead, 18 agosto 1983) è stato uno storico dell'architettura e storico dell'arte tedesco naturalizzato britannico.
È conosciuto soprattutto per la monumentale serie di 46 volumi sull'architettura britannica regione per regione, dal titolo The Buildings of England, pubblicata tra il 1951 e il 1974, uno dei più importanti testi su tale argomento del XX secolo.

## Biografia
Figlio di un mercante di origine ebraica, nacque a Lipsia in Sassonia. Studiò storia dell'arte alle università di Lipsia, Monaco, Berlino e Francoforte sul Meno, poi lavorò alla Galleria di Dresda e insegnò all'Università di Gottinga (1929–1933). Sebbene avesse apprezzato diversi aspetti del primo periodo della Germania nazista, a causa delle sue origini dovette trasferirsi in Inghilterra nel 1935, dove insegnò nelle Università di Londra, Oxford, Birmingham e Cambridge. Divenne cittadino inglese nel 1946.
Oltre che per The Buildings of England, è conosciuto per aver ideato e pubblicato la serie dei Pelican History of Art (dal 1953), composta da singoli volumi ormai entrati nella bibliografia classica sulla materia.
Nel 1958 fu tra i fondatori della Victorian Society, organismo nazionale inglese per la protezione e lo studio dell'architettura vittoriana ed edoardiana e delle altre arti. Fu anche uno dei primi membri del Georgian Group, fondato nel 1937. Morì a Londra, nel quartiere di Hampstead.

## Opere principali
- Academies of Art, Past and Present (1940)
- An Outline of European Architecture (1943)
- Pioneers of Modern Design (1949; originariamente pubblicato con il titolo  Pioneers of the Modern Movement nel 1936)
- The Buildings of England (1951-74)
- The Englishness of English Art (1956)
- The Sources of Modern Architecture and Design (1968)
- A History of Building Types (1976)